# 양산천
양산천(梁山川)은 경상남도 양산시 하북면 지산리의 영취산에서 발원하여 남쪽으로 흐르다가 상북면(上北面)과 산막동(山幕洞)의 경계지점에서 국가하천으로 바뀌며, 경상남도 양산시 동면(東面) 가산리와 김해시 대동면 월촌리의 경계의 낙동강으로 흘러든다. 양산천과 유산천이 합류하는 유산동(由山洞) 일대에 양산공업단지가 자리잡고 있고, 하천 주위에는 신도시가 개발중이다.
하천변에는 자연생태공원과 공원이 조성되어 있고 일대에서는 수달이나 천연기념물 제327호인 원앙이 발견되기도 한다. 인근 천성산(千聖山:812m)에 내원사(內院寺)가 있다.